# Ghiacciaio Boydell
Il ghiacciaio Boydell (in inglese Boydell Glacier) è un ghiacciaio lungo circa 15,3 km situato sulla costa orientale della penisola Trinity, nella parte settentrionale della Terra di Graham, in Antartide. Il ghiacciaio, il cui punto più alto si trova 430 m s.l.m., fluisce in direzione sud-est a partire dall'altopiano Detroit fino a entrare nell'insenatura di Sjögren, nella costa del canale del Principe Gustavo, a nord del piede del ghiacciaio Sjögren e circa 10 km a ovest del monte Wild.

## Storia
Il ghiacciaio Boydell fu esplorato e mappato dal British Antarctic Survey, che all'epoca si chiamava ancora Falkland Islands and Dependencies Survey (FIDS), nel 1960-61 e fu battezzato così battezzato dal Comitato britannico per i toponimi antartici in onore di James Boydell, inventore britannico del primo veicolo cingolato effettivamente utilizzabile.